# Shūchi (distrito)
Shūchi District (周智郡, Shūchi-gun) é um distrito rural localizado na prefeitura Shizuoka, Japão. Em julho de 2012, tinha uma população estimada de cerca de 19.177 habitantes e uma densidade populacional de cerca de 143 pessoas por km². A área total do distrito é de 133.84 km².

## Localidades
Mori é a principal cidade do distrito.